# Tatra KT8D5
Tatra KT8D5 je trodijelni tramvaj, koji je proizveden u ČKD-u između 1986. i 1993. godine (prototipi 1984.). To je visokokapacitetni tramvaj koji može voziti i na brzim prugama. Proizvedeno je 199 tramvaja, većina njih za češke i slovačke javne prijevoznike.

## Povijest
Proizvodnja tramvaja za čehoslovačke javne prijevoznike je u ČKD-u završena 1977. godine (Tatra T3, K2), no izrađen je projekt nove generacije. Tada je bila proizvodnja tramvaja T3 za Sovjetski Savez. Također, u drugoj polovici 1970-ih godina je počela izrada novih tramvaja Tatra KT4 i T5C5, koji su izrađivani za inozemstvo. Izrada novog tramvaja za Čehoslovačku je trebao biti s parametrima: 8 osovina, dva zgloba i tri dijela.
Parametri takvog tramvaja su zadani 1981. godine, prihvaćeni su 1982. godine, a prototipni tramvaji su izrađeni 1984. godine. Prijevremena serija od 10 tramvaja je izrađena 1986. godine, 1989. godine počinje serijska proizvodnja.

## Konstrukcija
Tatra KT8D5 je dvosmjerni osmoosovinski motorni tramvaj, a svaka od 8 osovina je opremljena motorom. Vozilo je sastavljeno od tri dijela, koji su spojeni zglobom i Jacobsovim postoljem. Oba postolja (tramvaj ima dva zgloba) su smještena ispod prostora zglobova. Karoserija tramvaja je napravljena od metala i obložena limom. Pod (900 mm od tračnica, u prostoru zglobova 970 mm) je izrađen od vodootpornog materijala i pokriven gumenom protukliznom podlogom. Na svakoj strani je po pet vrata. Kožne stolice su u interijeru raspoređene sistemom 2+1 ili 2+2. Prostor za dječja kolica se nalazi u srednjem odjeljku. Upravljačnice su na krajevima vozila, a u jednoj upravljačnici je uzemljenje. Tramvaj se ističe od drugih jer ima kocku s brojevima linija, no pri modernizacijama se iste skida i stavljaju displeji (iznimka je KT8D5SU u Brnu).
Tramvaji KT8D5 su opremljeni tiristorima TV3 koji vraćaju snagu kočenja u kontaktnu mrežu. Postolja tramvaja, a kojih ima četiri, imaju po dvije tračničke kočnice. Motori, koji se nalaze u postoljima napajaju jednu osovinu, a postolje ima po dva motora. Tramvaj može voziti ako rade i četiri motora. Tramvaji KT8D5 imaju dva pantografa. Tramvaji tog tipa ne mogu voziti na kolosijeku manjem od 1435 mm.

### Rekonstrukcije i modernizacije
Na polovici 1990-ih godina je proizvedeno 7 inoviranih tramvaja KT8D5 sa srednjim niskopodnim dijelom. Ti tramvaji su nazvani Tatra KT8D5N.
Od 2002. godine do 2016. godine se rade modernizacije tramvaja KT8D5, po uzoru na tramvaj Tatra KT8D5N.
| Tip              | Modernizacije                                                                              | Modernizacije u godinama | Gradovi      |
| ---------------- | ------------------------------------------------------------------------------------------ | ------------------------ | ------------ |
| Tatra KT8D5R.N1  | Srednji niskopodni odjeljak, tramvaj je jednosmjeran                                       | 2002. – 2009.            | Ostrava      |
| Tatra KT8D5R.N2  | Srednji niskopodni odjeljak                                                                | 2002.-2014.              | Brno, Košice |
| Tatra KT8D5R.N2P | Srednji niskopodni odjeljak, električna oprema TV Progress                                 | 2004. – 2016.            | Prag, Plzeň  |
| Tatra KT8D5R.N2S | Iste modernizacije kao Tatra KT8D5R.N2P, modernizacija prilagođena za Strausberg, Njemačka | 2014.                    | Strausberg   |

## Nabave tramvaja
Od 1984. do 1993. godine je bilo proizvedeno 199 tramvaja.
| Država              | Grad          | Tip     | Godine prodaje | Količina tramvaja | Garažni brojevi | Izvori |
| ------------------- | ------------- | ------- | -------------- | ----------------- | --------------- | ------ |
| Bosna i Hercegovina | Sarajevo      | KT8D5K  | 1990.          | 1                 | 300             | [ 4 ]  |
| Češka               | Brno          | KT8D5   | 1986. – 1990.  | 23                | 1701–1723       | [ 5 ]  |
| Češka               | Brno          | KT8D5SU | 1993.          | 5                 | 1724–1728       | [ 6 ]  |
| Češka               | Most-Litvínov | KT8D5   | 1986. – 1990.  | 8                 | 315–322         | [ 7 ]  |
| Češka               | Ostrava       | KT8D5   | 1989. – 1990.  | 16                | 1500–1515       | [ 8 ]  |
| Češka               | Plzeň         | KT8D5   | 1989.          | 12                | 288–299         | [ 9 ]  |
| Češka               | Prag          | KT8D5   | 1986. – 1990.  | 48                | 9001–9048       | [ 10 ] |
| Rusija              | Volgograd     | KT8D5   | 1990.          | 1                 | 5834            | [ 11 ] |
| Sjeverna Koreja     | Pjongjang     | KT8D5K  | 1990.          | 45                | 1001–1045       | [ 12 ] |
| Slovačka            | Košice        | KT8D5   | 1986. – 1991.  | 40                | 500–539         | [ 13 ] |

Upozorenje! Pojedini gradovi su rashodovali ili prodavali tramvaje drugim gradovima, pa drugi gradovi (gdje nije originalno isporučen) može biti viši.

## Povijesna vozila
| Grad | Garažni broj | Operater | Tip   | Godina proizvodnje | Izvori |
| ---- | ------------ | -------- | ----- | ------------------ | ------ |
| Prag | 9048         | DPP      | KT8D5 | 1990.              | [ 14 ] |

## Galerija
- Tatra KT8D5 u Volgogradu
- Tatra KT8D5K u Sarajevu
- Tatra KT8D5 u Košicama
- Tatra KT8D5K u Pjongjangu
- Upravljačnica
- Interijer

## Napomene
1. ↑  Sarajevo je dobio tramvaj iz serije za Pjongjang.
2. ↑  Brno je kupio 5 tramvaja iz serije za Volgograd.
3. ↑  Garažni broj 1500 je ex ČKD 0019 (drugi prototip) za probne vožnje. Danas vozi u redovnom prometu, no moderniziran je na tip KT8D5R.N1.
4. ↑  Garažni broj 5834 je ex ČKD 0018 (prvi prototip) za probne vožnje. Danas je u redovnom prometu.

## Vanjske poveznice
|  | Zajednički poslužitelj ima još gradiva o temi Tatra KT8D5 |